# Calotropis acia
Calotropis acia är en oleanderväxtart som beskrevs av Buch.-ham.. Calotropis acia ingår i släktet Calotropis och familjen oleanderväxter. Inga underarter finns listade i Catalogue of Life.